# Bösingen (Svizzera)
Bösingen (toponimo tedesco, dal 1953 al 1962 ufficialmente Grossbösingen; in francese Bésingue, desueto) è un comune svizzero di 3 178 abitanti del Canton Friburgo, nel distretto della Sense.

## Storia
Nel 1977 il comune di Bösingen, istituito nel 1831, ha ceduto Oberbösingen, la porzione orientale del suo territorio con le frazioni di Amtmerswil, Bagiwil, Balsingen, Blumisberg e Staffels, al comune di Wünnewil-Flamatt.

## Monumenti e luoghi d'interesse

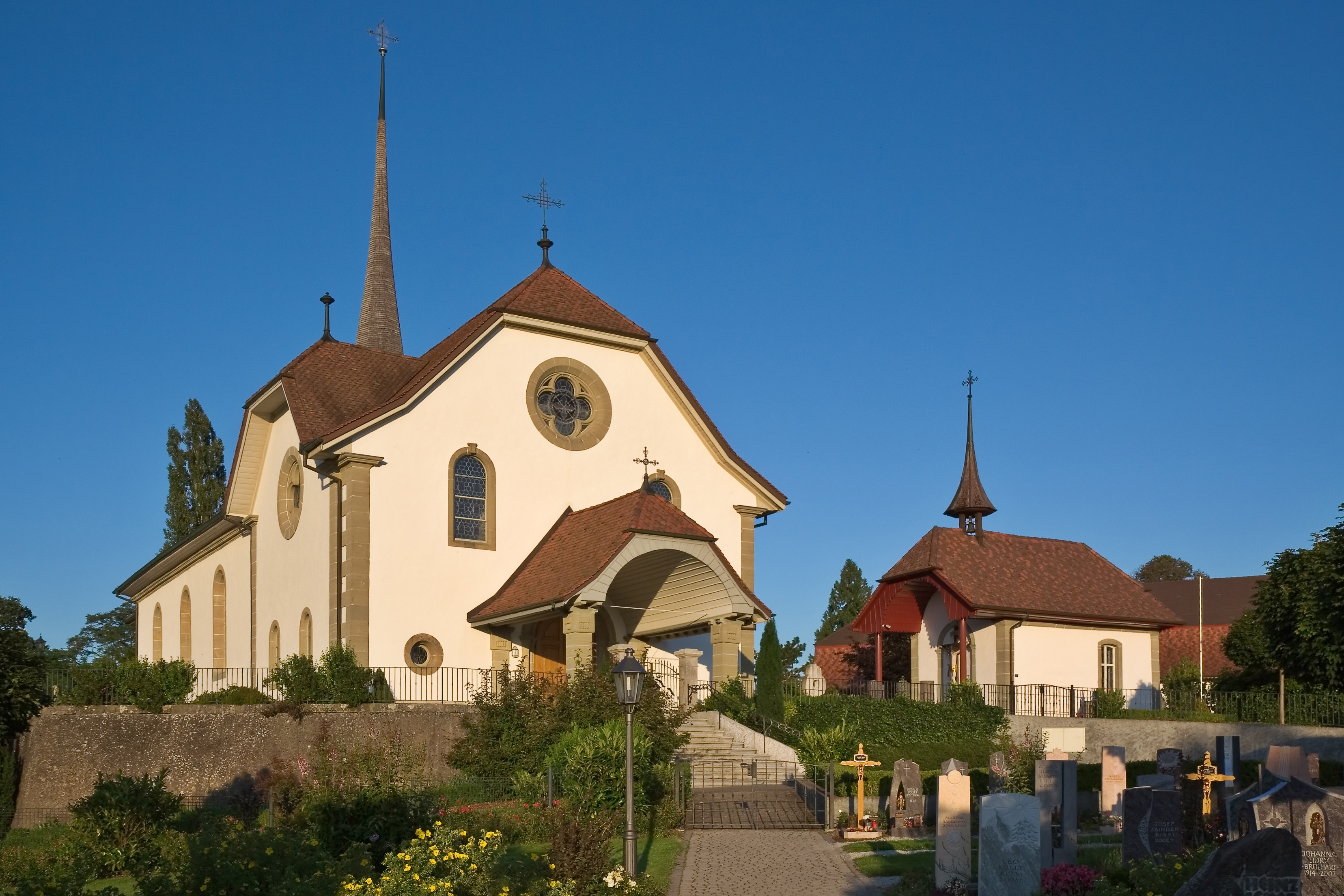
La chiesa cattolica di San Giacomo (a sinistra) e la cappella di San Siro

- Chiesa cattolica di San Giacomo, eretta nel X secolo[1];
- Cappella cattolica di San Siro, eretta nel X secolo[1].

## Società

### Evoluzione demografica
L'evoluzione demografica è riportata nella seguente tabella (fino al 1970 con Oberbösingen):
Abitanti censiti

## Geografia antropica

### Frazioni
Le frazioni di Bösingen sono:
- Fendringen
- Friseneit
- Grenchen
- Litzistorf
- Niederbösingen
- Noflen
- Lischera
- Richterwil
- Riederberg
- Thürlefeld[senza fonte]
- Tuftera[senza fonte]
- Uttiwil
- Vogelshus

## Amministrazione
Ogni famiglia originaria del luogo fa parte del comune patriziale che ha la responsabilità della manutenzione di ogni bene comune.